# Скандал вокруг использования Signal должностными лицами США

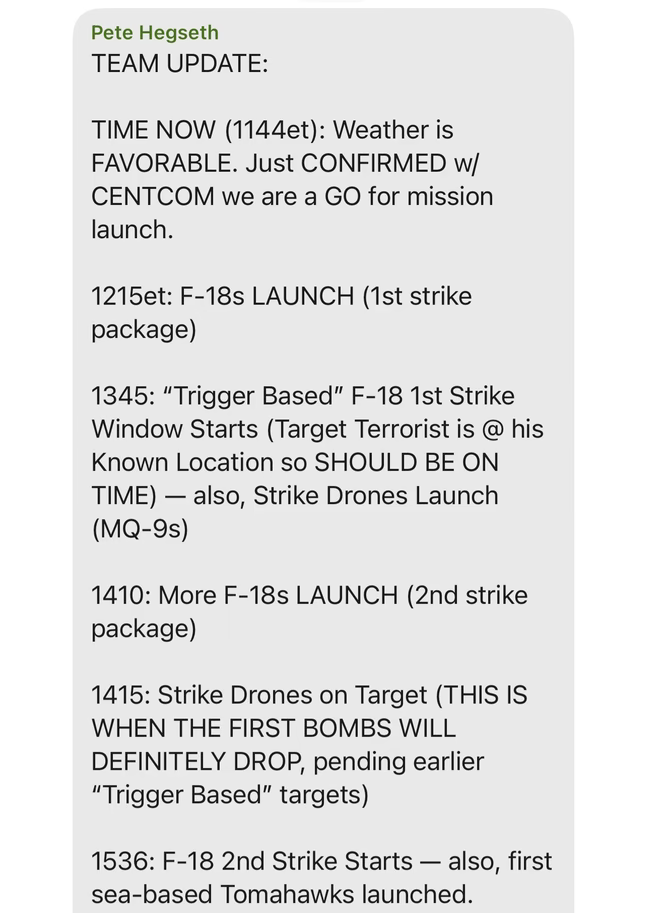

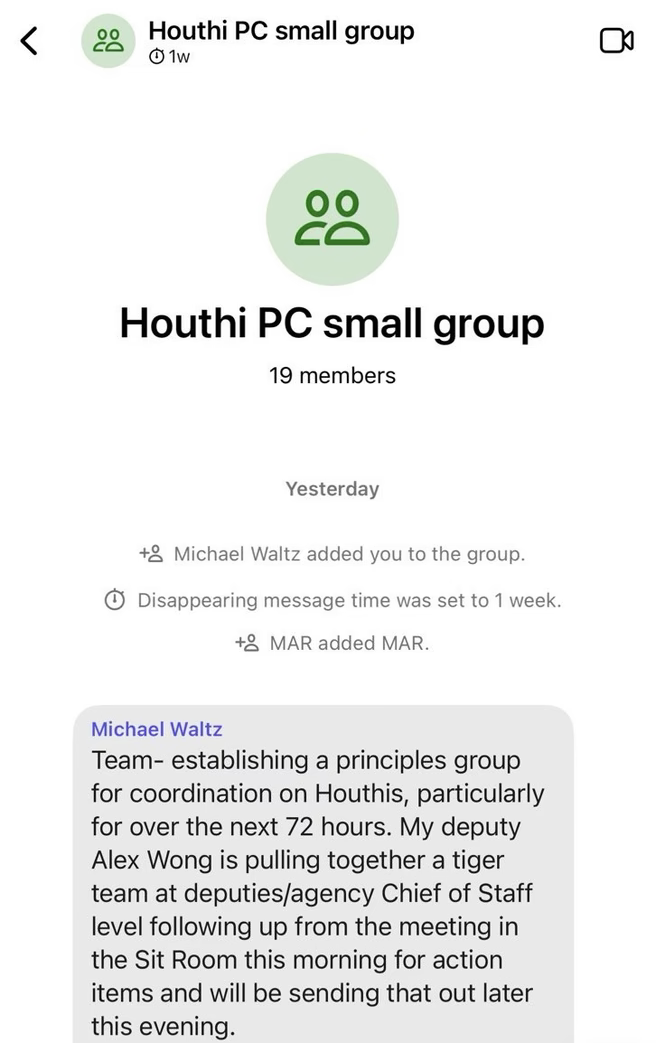

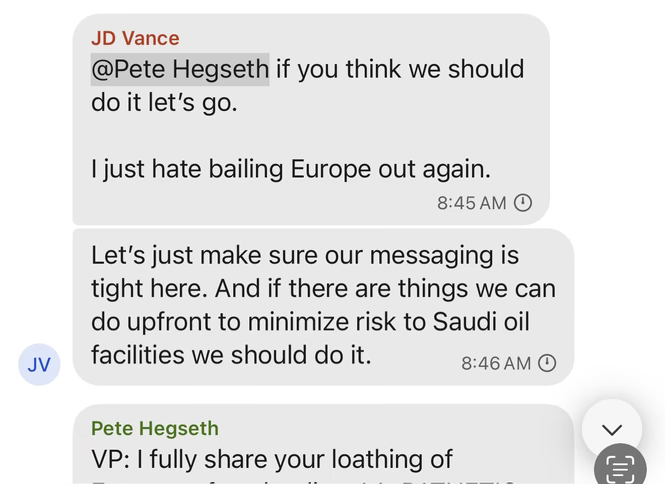

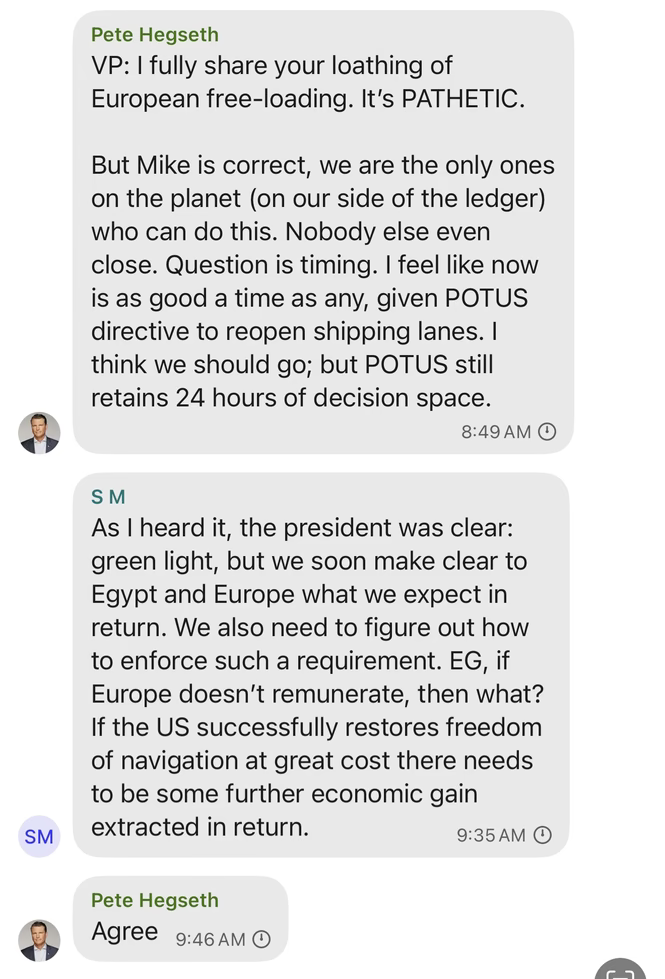

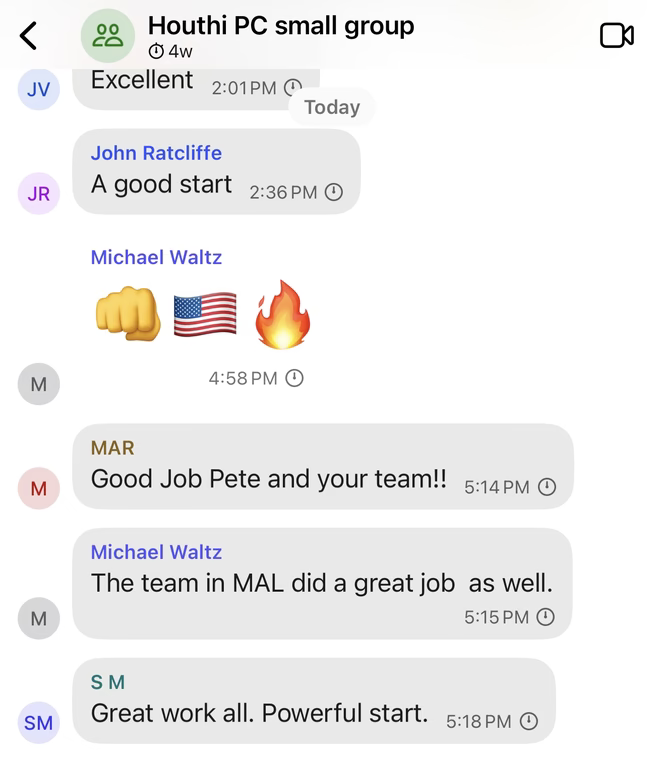
Скриншоты чата в Signal, опубликованные в статье Голдберга

Скандал вокруг использования Signal должностными лицами США, также «Сигналгейт» (англ. Signalgate) — политический скандал, связанный с утечкой конфиденциальной информации, касающейся военной операции США против хуситов. Поводом для скандала стала опубликованная 24 марта 2025 года статья главного редактора The Atlantic Джеффри Голдберга под названием «The Trump Administration Accidentally Texted Me Its War Plans» (рус. Администрация Трампа случайно написала мне о своих военных планах), в которой он написал, что был непреднамеренно добавлен в групповой чат в мессенджере Signal, использовавшийся вице-президентом Джей Ди Вэнсом, министром обороны Питом Хегсетом, госсекретарём Марко Рубио, директором национальной разведки Талси Габбард и другими должностными лицами администрации президента Дональда Трампа.
1 мая 2025 года в отставку был отправлен советник президента по национальной безопасности Майкл Уолтц, который являлся создателем беседы в Signal.

## Предыстория
После вторжения ХАМАС в Израиль в октябре 2023 года движение «Ансар Аллах» (хуситы), контролирующее часть территории Йемена, начало совершать нападения на международные суда в Красном море и Аденском заливе. В ответ на многочисленные нападения в декабре 2023 года США объявили о начале операции «Страж процветания», призванной защитить и разблокировать судоходство в регионе.
Signal — это популярное среди американских чиновников приложение для обмена сообщениями благодаря функциям защиты конфиденциальности. Среди ключевых функций приложения — сквозное шифрование сообщений и звонков по умолчанию, минимальный сбор данных и возможность автоматического удаления сообщений через заданный промежуток времени. Мессенджером также пользовалась администрация президента Джо Байдена для обсуждения планирования встреч или общения с зарубежными коллегами. Однако, как отмечает бывший хакер АНБ Джейкоб Уильямс, мессенджер не имеет официальной сертификации для обсуждения секретной информации. Основные риски связаны с возможностью взлома личных устройств иностранными агентами, а также с уязвимостью, возникающей при привязке Signal к компьютеру. В этом случае данные хранятся вне защищённого пространства смартфона и могут подвергаться атакам вредоносного ПО.

## Участники
В группу входили 19 человек, в том числе сотрудник ЦРУ, имя которого The Atlantic не разглашает:
1. Уокер Барретт — сотрудник комитета Палаты представителей по вооружённым силам (республиканцы);
2. Скотт Бессант  — министр финансов;
3. Талси Габбард  — директор национальной разведки;
4. Пит Хегсет — министр обороны;
5. Дэн Кац — глава администрации министра финансов;
6. Джо Кент[англ.] — исполняющий обязанности главы администрации директора национальной разведки и кандидат на должность директора Национального центра по борьбе с терроризмом;
7. «Джейкоб», личность неизвестна;
8. Брайан Маккормак[англ.] — глава администрации Совета национальной безопасности;
9. Стивен Миллер— заместитель главы администрации Белого дома по политическим вопросам;
10. Майкл Нидхэм — советник и консультант по вопросам внешней политики в Государственном департаменте;
11. Джон Рэтклифф — директор Центрального разведывательного управления;
12. Марко Рубио — государственный секретарь;
13. Сьюзи Уайлс — глава аппарата Белого дома;
14. Стив Уиткофф — специальный посланник США на Ближнем Востоке;
15. Майк Уолтц — советник по национальной безопасности;
16. Алекс Вонг — первый заместитель советника по национальной безопасности;
17. Джей Ди Вэнс — вице-президент;
18. Джеффри Голдберг — главный редактор The Atlantic;

## Хронология
11 марта 2025 года главный редактор журнала The Atlantic Джеффри Голдберг получил приглашение в мессенджере Signal в чат под названием «Houthi PC small group», созданный советником президента по национальной безопасности Майклом Уолтцем для должностных лиц администрации Трампа с целью координации атак на хуситов. Помимо Уолтца, в беседе, предположительно, принимали участие вице-президент Джей Ди Вэнс, госсекретарь Марко Рубио (никнейм «MAR»), министр обороны Пит Хегсет, директор ЦРУ Джон Рэтклифф, директор Национальной разведки Талси Габбард («TG»), министр финансов США Скотт Бессент («Scott B»), советник президента по внутренней безопасности Стивен Миллер («S M»), глава аппарата Белого дома Сьюзи Уайлс и спецпосланник президента на Ближнем Востоке Стив Уиткофф.  
14 марта в группе обсуждали возможные военные действия против хуситов. Аккаунт, предположительно принадлежащий вице-президенту Вэнсу, выразил сомнения относительно сроков операции:

Я не уверен, что президент осознает, насколько это не соответствует его нынешнему посланию о Европе. Есть ещё один риск того, что мы увидим умеренный или резкий скачок цен на нефть. Я готов поддержать консенсус команды и оставить эти опасения при себе. Но есть веские аргументы в пользу того, чтобы отложить это на месяц, провести разъяснительную работу о том, почему это важно, посмотреть, в каком состоянии находится экономика и т.д.Оригинальный текст (англ.)I am not sure the president is aware how inconsistent this is with his message on Europe right now. There's a further risk that we see a moderate to severe spike in oil prices. I am willing to support the consensus of the team and keep these concerns to myself. But there is a strong argument for delaying this a month, doing the messaging work on why this matters, seeing where the economy is, etc.— Вице-президент Джей Ди Вэнс (предположительно)
Связанный с Хегсетом аккаунт обосновал необходимость немедленных действий, указав на риски промедления, включая возможные утечки, которые могли бы создать впечатление о нерешительности администрации Трампа. В ходе обсуждения рассматривались европейские экономические интересы в судоходных путях Красного моря и политика США по разделению затрат с союзниками. Аккаунт, связанный с Вэнсом, выразил недовольство необходимостью вновь поддерживать Европу: «Я просто ненавижу снова спасать Европу». В ответ аккаунт Хегсета «полностью разделил отвращение к европейскому нахлебничеству» вице-президента, однако добавил, что «мы единственные, кто может это сделать». Связанный с Миллером аккаунт сообщил, что президент Трамп одобрил операцию, но ожидает гарантий финансового участия европейских стран для обеспечения судоходных путей.
15 марта, за несколько часов до авиаударов по хуситам, Хегсет подробно поделился о предстоящих ударах, включая информацию о целях и системах вооружения, которые будут использоваться в атаках. После ударов по столице Йемена Сане участники группы поделились поздравительными сообщениями.
Джеффри Голдберг наблюдал за разговором, не участвуя в нём, и в конечном итоге удалился из чата, что автоматически уведомило бы создателя группы (Майкла Уолтца). Он не получил никаких запросов о своём участии или выходе из чата. 24 марта Голдберг опубликовал статью в The Atlantic, в которой выразил обеспокоенность по поводу безопасности использования мессенджера для координации операций национальной безопасности и добавил, что это потенциально нарушает Закон о шпионаже, поскольку Уолтц настроил автоматическое исчезновение сообщений в Signal спустя неделю или четыре, а тексты об официальных актах надлежит записывать в сохранности. Signal не является одобренной правительственной платформой для обмена секретной информацией.

## Реакция

### Администрация Трампа
Представитель Совета национальной безопасности Брайан Хьюз практически сразу после публикации статьи подтвердил подлинность текстовых сообщений и добавил, что использование должностными лицами США мессенджера Signal демонстрирует «глубокую и продуманную политическую координацию» и не угрожает войскам или национальной безопасности страны. В свою очередь, министр обороны Пит Хегсет отрицал обсуждение планов военной операции в мессенджере и охарактеризовал Джеффри Голдберга как «торговца мусором», а также «лживого и крайне дискредитированного так называемого журналиста».
Пресс-секретарь Белого дома Кэролайн Ливитт заявила, что президент Трамп сохраняет «полное доверие к своей команде по национальной безопасности, включая советника по национальной безопасности Майка Уолтца». Ливитт подчеркнула, что «атаки на хуситов были весьма успешными и эффективными».

### Конгресс США

#### Сенат
Лидер меньшинства в Сенате Чак Шумер назвал инцидент «одним из самых ошеломляющих случаев нарушения военной разведки» и призвал республиканцев к сотрудничеству в расследовании. Он подчеркнул серьёзность ситуации и необходимость немедленного внимания. Лидер большинства в Сенате Джон Тьюн заявил, что намерен провести тщательное расследование. 
Сенатор-республиканец Джон Корнин охарактеризовал произошедшее как «огромную ошибку» и предложил передать вопрос на рассмотрение межведомственной комиссии.
Сенатор-демократ Джек Рид, член Комитета по вооружённым силам, назвал инцидент «вопиющим провалом оперативной безопасности» и потребовал разъяснений от администрации.
Сенатор-демократ Тэмми Дакуорт подвергла резкой критике министра обороны Пита Хегсета, обвинив его в утечке секретных военных планов и утверждая, что его действия подрывают безопасность страны.
Сенатор-республиканец Роджер Уикер, председатель Комитета по вооружённым силам, занял более сдержанную позицию, но признал серьёзность инцидента. Он подтвердил, что комитет обеспокоен ситуацией и намерен рассмотреть её в двухпартийном формате, что стало одним из самых решительных заявлений со стороны руководства республиканцев.
Сенатор-демократ Элизабет Уоррен выступила с одним из самых резких осуждений инцидента, назвав его в социальных сетях «явно незаконным и невероятно опасным». Она охарактеризовала должностных лиц администрации как «полных дилетантов» в вопросах национальной безопасности и выразила обеспокоенность тем, какие еще деликатные обсуждения могут происходить в подобных несекретных условиях. Уоррен также задалась вопросом: «Какие ещё крайне деликатные разговоры по вопросам национальной безопасности ведутся в групповом чате? Есть ли там случайные люди, которые присоединились к ним по ошибке?»
Сенатор-республиканец Лиза Меркауски заявила: «Подумайте, что бы мы сделали, если бы Байден был президентом и это стало известно... Мы бы подняли шум». Она также добавила, что «будет интересно посмотреть, потеряет ли кто-нибудь из-за этого работу».
Сенатор-демократ Мэйзи Хироно назвала инцидент «вопиющим, безрассудным и незаконным».

#### Палата представителей
Республиканский спикер Палаты представителей Майк Джонсон прокомментировал утечку, заявив: «Я считаю, что было бы ужасной ошибкой, если бы это повлекло неблагоприятные последствия для кого-либо из участников звонка. Они старались выполнить свою работу качественно, и миссия была реализована точно. В конечном итоге это главное». Он также отметил: «Очевидно, в цепочку рассылки случайно попал посторонний номер. Сейчас ведется работа по выяснению причин, чтобы подобное не повторилось». Джонсон выразил уверенность в том, что администрация решит проблему.
Лидер меньшинства в Палате представителей демократ Хаким Джеффрис призвал к проведению слушаний в Конгрессе по данному инциденту, подчеркнув важность выяснения обстоятельств произошедшего и принятия мер для предотвращения подобных нарушений национальной безопасности в будущем. Он назвал обращение администрации с конфиденциальной информацией «безрассудным, безответственным и опасным». Джеффрис также раскритиковал администрацию Трампа, отметив, что американцам обещали, что президент будет «нанимать только лучших», но вместо этого правительство оказалось «заполнено лакеями и некомпетентными дружками».
Представитель-демократ Джим Хаймс, высокопоставленный член Комитета по разведке Палаты представителей, выразил серьёзную обеспокоенность ситуацией, заявив, что он «в ужасе» от того, что высокопоставленные должностные лица национальной безопасности обменивались конфиденциальной информацией через зашифрованное, но всё же коммерческое приложение для обмена сообщениями. Он охарактеризовал эти действия как «наглое нарушение законов и правил, направленных на защиту национальной безопасности».
Член Комитета по иностранным делам Палаты представителей демократ Грегори Микс потребовал, чтобы председатель комитета Брайан Маст провёл слушания в Конгрессе, назвав утечку «самым поразительным нарушением национальной безопасности в новейшей истории».

## Расследование

### Слушания в Сенате
25 марта 2025 года в Сенате состоялись ежегодные слушания по вопросам национальной безопасности и мировых угроз. В ходе заседания законодатели-демократы из Комитета по разведке подвергли критике директора ЦРУ Джона Рэтклиффа и директора Национальной разведки Талси Габбард за их участие в групповом чате в мессенджере Signal. На протяжении слушаний Рэтклифф и Габбард утверждали, что не знали о наличии секретных материалов в переписке. Они избегали прямых ответов на вопросы о содержании чата, в том числе о том, использовались ли для него государственные или личные смартфоны. Габбард изначально отрицала своё участие в чате и неоднократно заявляла, что «не собирается вдаваться» в детали. Однако позже она уточнила, что «в групповом чате не было никаких секретных материалов». Рэтклифф подтвердил, что состоял в чате, отметив, что использование им Signal было санкционировано администрацией Джо Байдена. Он также добавил, что при вступлении в должность директора ЦРУ мессенджер уже был установлен на его компьютер, как и у большинства сотрудников ведомства. Директор ФБР Каш Патель, также присутствовавший на слушаниях, заявил, что был проинформирован по данному вопросу, но не может сказать, будет ли его агентство проводить расследование. 
Одним из ключевых вопросов заседания стало физическое местонахождение Талси Габбард и спецпредставителя президента на Ближнем Востоке Стива Уиткоффа в момент их участия в чате, а также устройства, через которые они пользовались мессенджером. Уиткофф, находившийся с визитом в Москве во время переговоров с президентом России Владимиром Путиным 13 марта, «по всей видимости», использовал Signal, как и Габбард, которая на тот момент совершала недельную поездку в Японию, Таиланд и Индию. В завершение слушаний сенатор Джон Оссофф заявил, что получит полную расшифровку переписки и сравнит её содержание с показаниями Рэтклиффа и Габбард.